# Episodi di Avatar - La leggenda di Aang (serie televisiva)
La prima stagione della serie televisiva live action Avatar - La leggenda di Aang (Avatar: The Last Airbender), composta da 8 episodi, è stata pubblicata sulla piattaforma streaming Netflix il 22 febbraio 2024.
| nº | Titolo originale | Titolo italiano    | Pubblicazione    |
| -- | ---------------- | ------------------ | ---------------- |
| 1  | Aang             | Aang               | 22 febbraio 2024 |
| 2  | Warriors         | Guerrieri          | 22 febbraio 2024 |
| 3  | Omashu           | Omashu             | 22 febbraio 2024 |
| 4  | Into the Dark    | Nelle profondità   | 22 febbraio 2024 |
| 5  | Spirited Away    | La città incantata | 22 febbraio 2024 |
| 6  | Masks            | Maschere           | 22 febbraio 2024 |
| 7  | The North        | Il Nord            | 22 febbraio 2024 |
| 8  | Legends          | Leggende           | 22 febbraio 2024 |

## Aang
- Titolo: originale: Aang
- Diretto da: Mike Goi
- Scritto da: Albert Kim, Michael Dante DiMartino, Bryan Konietzko

### Trama
In un mondo con quattro nazioni, ognuna delle quali può dominare un elemento: acqua, terra, fuoco o aria, un dominatore della terra cerca di portare un messaggio al suo re riguardo al piano della Nazione del Fuoco per attaccare il Regno della Terra, ma viene catturato e portato a al cospetto del Signore del Fuoco Sozin che lo informa che l'attacco al Regno della Terra è in realtà una distrazione, prima di giustiziarlo.
Al Tempio dell'Aria del Sud, il dodicenne Aang viene informato dal suo amico e mentore Gyatso che lui è l'Avatar, l'unica persona capace di dominare tutti e quattro gli elementi. Impaurito dalla responsabilità che ora ha come Avatar, Aang decide di fare un giro sul suo bisonte volante Appa per schiarirsi le idee.
Quando Aang se ne va, Sozin e un esercito di dominatori del fuoco, con il loro potere amplificato da una cometa nel cielo, attaccano il Tempio dell'Aria e iniziano a uccidere tutti i dominatori dell'aria convinti che tra di essi ci sia anche l'Avatar. Gyatso è uno degli ultimi maestri del dominio dell'aria rimasti, ma viene ucciso da Sozin mentre cerca di proteggere i giovani dominatori dell'aria.  Nel frattempo, Aang e Appa vengono sorpresi da una tempesta e colpiscono un'onda, cadendo nell'oceano prima che gli occhi e i tatuaggi di Aang si illuminino e lui formi un iceberg attorno a sé e Appa.
100 anni dopo, a Baia del Lupo, territorio della Tribù dell'Acqua del Sud, i fratelli Sokka e Katara stanno a pescando quando vengono risucchiati da una corrente e finiscono su un ghiacciaio con la loro barca che si allontana da loro.  Mentre Katara cerca di dominare l'acqua per attirare la barca verso di loro, inavvertitamente spacca un iceberg dietro di lei provocando un'enorme luce che si proietta nel cielo. La luce viene vista dal principe Zuko della Nazione del Fuoco, che sta cercando l'Avatar, portandolo a stabilire una rotta per Baia del Lupo. Aang cade privo di sensi dall'iceberg e Katara decide di portarlo al villaggio.
La nonna di Sokka e Katara, che chiamano Gran Gran, rivela che Aang è un dominatore dell'aria ai i fratelli. Quando Aang si sveglia, chiama Appa che arriva a Baia del Lupo e Gran Gran gli svela che è stato in quell'iceberg per 100 anni e che la Nazione del Fuoco ha dichiarato guerra al mondo. Katara porta un Aang tormentato dai sensi di colpa su una vecchia nave della Nazione del Fuoco che è stata danneggiata in uno dei raid e lui le insegna come sentire l'energia intorno a lei, aiutandola con successo a dominare per la prima volta creando una palla d'acqua. Fa cadere la palla d'acqua quando vede la nave di Zuko avvicinarsi alla Baia del Lupo.
Zuko arriva alle porte del villaggio della tribù chiedendo che consegnino il dominatore dell'aria in modo che nessuno si faccia male, portando Gran Gran a dedurre che Aang è l'Avatar. Con l'incoraggiamento di Katara, Sokka va a combattere Zuko. Il principe ha la meglio ma Aang salva Sokka prima che possa essere ucciso. Aang combatte le truppe della Nazione del Fuoco ma si consegna dopo aver notato che il combattimento sta mettendo in pericolo le persone. Aang viene portato sulla nave di Zuko dove incontra lo zio di Zuko, Iroh. Chiede a Iroh perché la guerra è in corso, e Iroh gli spiega che la Nazione del Fuoco sta cercando di unire le quattro nazioni sotto un unico dominio per portare la pace. Quando Iroh se ne va, Aang usa il dominio dell'aria per rubare le chiavi a una guardia e scappa.
Intanto, Katara e Sokka con Appa vanno sulla nave di Zuko per salvare Aang, il quale nel frattempo, per nascondersi dalle guardie entra nella stanza di Zuko dove trova il suo bastone da dominatore dell'aria che Zuko gli aveva rubato. Trova anche il taccuino di Zuko, che contiene i dettagli sugli Avatar passati. Aang alla fine fugge dalla nave di Zuko e viene salvato da Sokka e Katara su Appa. Zuko spara una palla di fuoco cercando di abbatterli, ma Katara la spegne dominando l'acqua.
Sapendo che non possono tornare a Baia del Lupo, Aang li porta al Tempio dell'Aria Meridionale dove vede gli scheletri di tutti i dominatori dell'aria. Dopo aver trovato lo scheletro di Gyatso, gli occhi e i tatuaggi di Aang brillano di nuovo e inizia a creare un tornado che quasi spazza via Sokka e Katara.  Ricordando le parole di Gyatso, Aang esce dallo stato in cui si trova e accetta di essere l'Avatar e di dover salvare il mondo.

## Guerrieri
- Titolo: originale: Warriors
- Diretto da: Mike Goi
- Scritto da: Joshua Hale Fialkov

### Trama
Aang esamina il taccuino di Zuko e decide di andare sull'isola di Kyoshi per vedere se riesce a saperne di più sui precedenti Avatar.  Katara studia una pergamena sul dominio dell'acqua che Gran Gran le ha dato per aiutarla con il suo addestramento. Aang, Katara e Sokka si recano sull'isola dove visitano la statua dell'Avatar Kyoshi, una dei predecessori di Aang. Alla statua, le guerriere Kyoshi arrivano e catturano il trio, ma li lasciano andare quando la statua di Kyoshi illumina Aang.
Nel frattempo, Zuko, furioso per aver perso il suo taccuino, va con Iroh in un villaggio vicino dove Iroh convince Zuko ad avvicinarsi al comandante della Marina militare della Nazione del Fuoco Zhao e chiedergli i suoi rapporti sui disordini senza dire a Zhao che ha trovato l'Avatar. Tuttavia, uno dei membri dell'equipaggio di Zuko si lascia sfuggire che Zuko aveva l'Avatar ma lo ha perso. Zhao, sentendo parlare di una "mucca volante" vicino all'isola di Kyoshi, parte per catturare l'Avatar. Zuko e Iroh si accorgono presto che la nave di Zhao è scomparsa e si precipitano all'inseguimento.
Katara va al fiume più vicino e inizia a praticare i movimenti di dominio dell'acqua della pergamena. Si offre di insegnare ad Aang, ma lui rifiuta, ossessionato dal fatto che l'addestramento possa far riaffiorare ricordi del suo ex insegnante Gyatso. Leggendo le informazioni su Kyoshi, Aang non trova nulla di utile ma Katara gli ricorda che poiché Kyoshi è una delle vite passate di Aang, lui può comunicare con Kyoshi. Aang va alla statua di Kyoshi ed entra nello stato dell'Avatar riuscendo a contattare Kyoshi.
Sempre sull'isola, Suki, una guerriera Kyoshi, nota Sokka che si esercita con il suo boomerang e gli mostra come combattere e posizionarsi in una battaglia, dicendogli che in quanto non dominatori devono combattere con il cuore. Durante l'addestramento di Sokka, i due si avvicinano e quasi si baciano, ma vengono interrotti quando Yukari li informa che la Nazione del Fuoco è arrivata.  Le forze di Zhao ingaggiano le guerriere Kyoshi in un combattimento, mentre la squadra di Zuko si reca alla statua di Kyoshi per prendere Aang.
Katara tenta di tenere a bada Zuko usando le nuove mosse di dominio dell'acqua che ha praticato, ma perde. Sokka usa lo stile di combattimento di Suki contro i soldati della Nazione del Fuoco, ma alla fine i soldati sopraffanno le guerriere Kyoshi. Parlando con Kyoshi, Aang chiede aiuto per padroneggiare lo stato dell'Avatar, che Kyoshi spiega essere la combinazione di tutti i poteri degli Avatar precedenti e che è pericoloso se incontrollato. Kyoshi dice ad Aang di concentrarsi sull'essere un Avatar forte e disciplinato e gli mostra una visione del futuro in cui la Tribù dell'Acqua del Nord viene attaccata dalla Nazione del Fuoco, prima che lei prenda il controllo del corpo di Aang e usi tutti e quattro gli elementi per scacciare le truppe di Zhao e Zuko.

## Omashu
- Titolo originale: Omashu
- Diretto da: Jabbar Raisani
- Scritto da: Christine Boylan

### Trama
Nella Nazione del Fuoco, un gruppo di cittadini pianifica un complotto per assassinare il Signore del Fuoco Ozai (figlio del defunto Sozin) con l'aiuto di una giovane donna che lavora all'interno del palazzo. Il gruppo riesce ad arrivare alla sala del trono prima di essere circondato dalle guardie e costretto ad arrendersi. La giovane donna si rivela essere Azula, la figlia di Ozai e la principessa della Nazione del Fuoco. Ozai uccide il gruppo e chiede alle guardie di andarsene. Mostra ad Azula la lettera a che ha ricevuto dal comandante Zhao informandola che Zuko ha trovato l'Avatar. La notizia manda nel panico Azula, la quale teme che perderà la sua possibilità di salire al trono in favore di Zuko.
Mentre vola su Appa, Aang nota un dominatore dell'aria che vola vicino alla città di Omashu, nel Regno della Terra. Volendo entrare in città, Katara e Sokka vengono aiutati da un coltivatore di rape che li introduce di nascosto. Entrati in città, il coltivatore di rape avverte Katara che Omashu è un posto pericoloso.
Aang con il suo aliante segue il misterioso dominatore dell'aria per scoprire che in realtà non è un dominatore dell'aria ma piuttosto un giovane ragazzo di nome Teo che usa un aliante meccanico per volare. Un'esplosione avviene nelle vicinanze e Teo rivela che le spie della Nazione del Fuoco si sono infiltrate in città. Teo porta Aang, Katara e Sokka a casa sua dove incontrano il padre di Teo, Sai, altrimenti noto come "il Meccanista" che fornisce linee guida per il progresso tecnologico al re di Omashu.
Zhao dice a Zuko e a suo zio Iroh che un dominatore dell'aria è stato avvistato vicino a Omashu. Si offre di unirsi a loro per catturare l'Avatar, ma Zuko rifiuta e dice che andranno solo lui e Iroh. Più tardi quel giorno, Zhao riceve un messaggio da Azula in cui afferma che lo aiuterà a catturare l'Avatar da dietro le quinte. Il giorno successivo, Aang e Teo volano verso una grotta in cima alle montagne dove trovano gelatina esplosiva e le corde del coltivatore di rape che li ha aiutati a entrare.
Katara vede Sai dare progetti a un dominatore del fuoco e sta per affrontarlo, ma viene fermata dal coltivatore di rape che si rivela essere Jet, un combattente per la libertà che sta combattendo contro le spie della Nazione del Fuoco a Omashu, dicendo a Katara che Sai è uno di loro. Presenta Katara al suo equipaggio, composto dal attaccabrighe Fifone, dall'arciere Lancio-lungo, dall'esperto di coltelli Fiuta-api e dallo spericolato Duca, e porta Katara nel loro nascondiglio sulla casa sull'albero. Lì, Jet rivela che la Nazione del Fuoco ha ucciso la sua famiglia quando aveva otto anni, cosa in cui Katara può identificarsi poiché ha perso sua madre a causa della Nazione del Fuoco. Jet spinge Katara a concentrarsi sugli aspetti positivi di sua madre piuttosto che su come è morta, il che aiuta Katara a padroneggiare una mossa di dominio dell'acqua con cui stava lottando, la Frusta d'Acqua.
A Omashu, Zuko e Iroh esplorano la città e Iroh raccoglie una tessera White Lotus Pai Sho. A casa di Sai, Sokka aiuta Sai a progettare un piano per una mongolfiera e Sai dice a Sokka che dovrebbe diventare un ingegnere. Quando Aang e Katara tornano, Aang fa loro sapere di aver trovato la gelatina esplosiva di Jet e conclude che c'è lui dietro l'attentato, mentre Katara crede che Sai sia responsabile perché lo ha visto con una spia della Nazione del Fuoco. Arrabbiata perché nessuno le crede, Katara corre alla ricerca di Jet che rivela di essere responsabile degli attentati e che il suo prossimo attacco sarà al re usando una bomba che ha piantato in una valigia e scambiata con quella di Sai. Katara dice ad Aang e Sokka di correre per fermare Jet, ma Zuko arriva e inizia a combattere Aang.
Katara e Sokka usano il sistema di consegna di Omashu per raggiungere il palazzo dove Katara usa con successo la Frusta d'Acqua per impedire alla freccia infuocata di Lancio-lungo di far esplodere la bomba e uccidere il re. Aang combatte Zuko e si lascia scappare che sa che Zuko lo ha seguito per tre anni, portando Zuko a dedurre che Aang ha rubato il suo taccuino. Infuriato, Zuko inizia a dominare il fuoco, portando i civili a fuggire dalla città. Le guardie del dominio della terra arrivano e arrestano Aang e Iroh, che pubblicamente domina il fuoco in modo che Zuko possa fuggire dalla città senza essere scoperto.

## Nelle profondità
- Titolo: oristudiale: Into the Dark
- Ddominio Jabbar che Raisani
- e ha dato o da: Keely MacDonald

### Trama
100 anni fa, Aang ricorda il suo amico Bumi che pensava sempre fuori dagli schemi e creò un fischietto per bisonti che Aang usa ancora oggi. Al giorno d'oggi, Aang è stato catturato dai soldati del Regno della Terra ed è prigioniero con Iroh. Lì, Iroh dice ad Aang che Zuko non è malvagio come crede. I soldati di Omashu prendono Iroh e si preparano a trasportarlo nella "Fossa", una pericolosa prigione del Regno della Terra, mentre Aang viene portato a incontrare il re che deduce essere Bumi. Bumi organizza un banchetto per Aang, ma Aang capisce che Bumi è arrabbiato con lui per essere scomparso per 100 anni. Bumi sfida Aang con trappole nelle quali deve usare il dominio dell'aria per scappare, cercando anche di ricordare ad Aang il loro passato insieme.
Katara incontra Jet ancora una volta che cerca di scusarsi e spiegarsi, ma Katara si rifiuta di ascoltare e congela Jet su un palo. Sokka e Teo si arrabbiano quando scoprono che Sai stava fornendo segreti e progetti alla Nazione del Fuoco, ma Sai si difende spiegando che stava cercando di proteggere Omashu dalla Nazione del Fuoco, per garantirsi la sicurezza sua e di suo figlio.
Scoprendo che Aang è stato catturato, Katara e Sokka decidono di salvarlo e Teo rivela che ci sono tunnel segreti che corrono sotto la città che conducono al palazzo. Prima di partire, Sokka esorta Sai a consegnare le spie della Nazione del Fuoco ai soldati del Regno della Terra. Nel frattempo, Zuko si traveste da soldato e scopre dove sono stati portati Aang e Iroh, e deve scegliere tra inseguire Aang o salvare Iroh.
Entrando nel tunnel segreto, Sokka e Katara incontrano un gruppo di menestrelli nomadi che li avvertono dei tunnel segreti e spiegano con una canzone che i tunnel sono stati creati da Oma e Shu, due amanti provenienti da due villaggi in guerra tra loro, che hanno studiato i movimenti dei talpa-tassi e hanno costituito elaborati tunnel per incontrarsi in segreto.  Dopo che Oma fu uccisa in un attacco, Shu usò il suo dominio della terra per porre fine alla guerra e creare la città di Omashu. I due fratelli entrano nel tunnel e scoprono che i tunnel si spostano a causa dei tassi che vivono all'interno dei tunnel e percepiscono le emozioni. A causa dell'amore reciproco di Sokka e Katara, i tassi non li attaccano e li conducono al palazzo.
Sulla strada per "la Fossa", una guardia dominatore della terra insulta Iroh, amareggiato dal fatto che Iroh, in qualità di generale della Nazione del Fuoco, abbia posto sotto assedio la capitale del Regno della Terra Ba Sing Se per 600 giorni. Dopo che il soldato afferma che Iroh non sa nulla della perdita, Iroh ha un flashback di quando suo figlio Lu Ten morì nella battaglia di Ba Sing Se e Zuko lo consolò al suo funerale. Quando Zuko partì alla ricerca dell'Avatar, Iroh lo raggiunse poiché Zuko gli ricordava suo figlio. Nel presente, Iroh lascia cadere la tessera White Lotus Pai Sho sul terreno che Zuko successivamente trova e usa per rintracciare i soldati del Regno della Terra. Il principe libera suo zio, ma Iroh rimane ferito durante la fuga, successivamente i due trovano una barca e cercano di tornare alla loro nave.
Bumi sfida Aang a un duello all'ultimo sangue. Mentre Aang sfugge costantemente agli attacchi di Bumi, arrivano Katara e Sokka.  Aang ricorda a Bumi la loro passata amicizia e Bumi perdona Aang. Bumi è ispirato a unirsi alla guerra contro la Nazione del Fuoco, aiutato da Sai che ha seguito il consiglio di Sokka e ha tradito le spie della Nazione del Fuoco. Aang, Katara e Sokka lasciano Omashu su Appa, che Zuko vede volare sopra di sé, ma li lascia andare perché la priorità è portare Iroh in salvo.

## La città incantata
- Titolo: originale: Spirited Away
- Diretto da: Roseanne Liang
- Scritto eiGpredecessori

### Trama
Avvicinandosi alla Nazione del Fuoco, Aang e i suoi amici si fermano in una foresta bruciata che è stata distrutta dalla Nazione del Fuoco.  Sokka vede una bambina che li conduce in un villaggio vicino. Il capo del villaggio rivela che diversi membri sono scomparsi, incluso suo figlio Shiyong. Aang si rifiuta di lasciare la questione irrisolta e, sentendosi ancora in colpa per essere scappato dai dominatori dell'aria, va nel Mondo degli Spiriti per salvare le persone. Tuttavia, anche Sokka e Katara vengono trascinati nel Mondo degli Spiriti.  Nel Mondo degli Spiriti, Aang incontra Wan Shi Tong, un gufo gigante che solo Aang può sentire, che dice ad Aang di rimanere sul sentiero per stare lontano dai guai.
Altrove, Zuko e Iroh seguono le segnalazioni di dominio dell'acqua e scoprono che la maggior parte di esse sono infruttuose. Iroh chiede dunque l'aiuto di una cacciatrice di taglie chiamata June e del suo shirshu Nyla, che può rintracciare chiunque. Nella Nazione del Fuoco, Azula cerca di convincere il Signore del Fuoco Ozai che Zhao dovrebbe meritare più risorse per trovare l'Avatar, e Ozai è d'accordo ma avverte Azula che Zuko ha trovato l'Avatar e sta combattendo con onore piuttosto che usare tattiche manipolative codarde. Azula regala a Zhao l'uso degli arcieri Yu Yang, abili non dominatori che sono eccellenti nel tiro con l'arco, poiché Zhao viene promosso da comandante ad ammiraglio.
Nel Mondo degli Spiriti, il trio incontra Hei Bai, uno spirito vendicativo che Aang deduce essere lo spirito della foresta bruciata. Esso attacca il gruppo, portandoli a deviare dal sentiero. Katara viene trasportata nella Tribù dell'Acqua del Sud dove è costretta a rivivere il giorno in cui i soldati della Nazione del Fuoco sono arrivati a Baia del Lupo. Katara cerca di impedire a sua madre Kya di entrare in una casa, ma sua madre entra comunque. Una Katara bambina si nasconde e osserva un dominatore del fuoco interrogare Kya su chi sia l'ultimo dominatore dell'acqua nella tribù, e la piccola Katara cerca di proteggere sua madre dominando l'acqua. Tuttavia, non funziona e Kya si assume la responsabilità del dominio dell'acqua, venendo uccisa.
Dopo aver lasciato il sentiero, Sokka incontra lo spirito di una volpe a tre code che ha un simbolo che Sokka riconosce. Da lì, viene portato al ricordo del giorno in cui ha sentito suo padre definirlo una delusione.
Aang incontra uno spirito pericoloso chiamato Koh, il ladro di volti, che ha catturato i suoi amici e gli abitanti del villaggio, incluso Shiyong. Aang fugge dalla nebbia spirituale, chiamata la nebbia delle anime perdute, e trova Gyatso che vive in una capanna. Gyatso rivela che Koh è pericoloso e che ha avuto precedenti incontri con gli Avatar, incluso l'Avatar Roku, il diretto predecessore di Aang. Aang decide di visitare il santuario di Roku e chiedere il suo aiuto, promettendo a Gyatso che parleranno al suo ritorno. Prima che Aang se ne vada, Gyatso gli ricorda che se non fosse scappato dal Tempio dell'Aria del Sud, sarebbe stato ucciso.
- Specialleguest stae: George Takei (Koh)

## Maschere
- Titolo: originale: Masks
- Diretto da: Roseanne Liang
- Scritto da: Ubah Mohamed, Bryan Konietzko, Michael Dante DiMartino (soggetto); Emily Kim, Hunter Ries, Bryan Konietzko (sceneggiatura)

### Trama
In un flashback di 3 anni prima, il principe Zuko viene invitato al suo primo incontro di guerra dove sfida il piano di un generale di sacrificare un gruppo di nuove reclute, la 41ª divisione, per vincere una battaglia. Il padre di Zuko, il Signore del Fuoco Ozai, decide che Zuko risolverà la questione tramite un Agni Kai, un duello con il generale che ha sfidato. La mattina dopo, Zuko scopre che invece deve combattere suo padre. Non volendo ferire il padre, Zuko non reagisce. Ozai vince il duello e brucia l'occhio sinistro di Zuko, lasciando una cicatrice. Mentre sta guarendo, Zuko riceve la visita di Ozai che gli dice che ciò che separa la Nazione del Fuoco dal resto è che sacrificano i deboli per vincere la guerra. Zuko ribatte dicendo che significherebbe negare ai deboli la possibilità di diventare migliori. Un furioso Ozai esclama che "la compassione è un segno di debolezza" e bandisce Zuko dalla Nazione del Fuoco, dicendogli che potrà tornare solo quando avrà trovato e catturato l'Avatar. Mentre se ne va, Ozai gli dice di portare con sé la 41ª Divisione.
Nel presente, Aang si reca al santuario dell'Avatar Roku con la speranza che possa aiutarlo a salvare i suoi amici da Koh. Al tempio, Aang scopre che i Saggi del Fuoco, che dovrebbero servire l'Avatar, si sono rivoltati contro di lui e ora sostengono il Signore del Fuoco. Un disertore, Shyu, aiuta Aang ad entrare nel santuario di Roku. Parlando con Roku, Aang scopre che Roku ha preso un cimelio da Koh che originariamente apparteneva alla madre di Koh, la Madre dei Volti, e Roku dice ad Aang di scambiare l'oggetto con i suoi amici. Prima di partire, Roku avverte Aang di non fare troppo affidamento sui suoi amici. Uscendo dal santuario, Aang trova i Saggi del Fuoco paralizzati e viene presto messo KO dallo shirshu Nyla. Nel frattempo, l'ammiraglio Zhao, recentemente promosso, prende il comando della nave di Zuko e del suo equipaggio, e mentre Zuko cerca di motivare l'equipaggio, il tenente Jee si scaglia contro Iroh esclamando che "potrebbe essere un principe, ma non è il nostro principe".
Quando si riprende, Aang scopre di essere stato catturato dalla cacciatrice di taglie June, che è stata assunta da Zuko e Iroh. Aang implora Zuko di lasciarlo andare così da poter salvare i suoi amici, ma Zuko rifiuta. Alla fine, Zhao arriva e toglie Aang dalle mani di Zuko e lo rinchiude nella roccaforte di Pohuai. Mentre si vanta, un misterioso spadaccino chiamato "Spirito Blu" salva Aang e i due scappano insieme. Lo Spirito Blu perde i sensi durante la fuga e si scopre essere Zuko. Aang salva Zuko e i due si nascondono in una stalla dove si avvicinano finché Aang non dice che Zuko sembra compassionevole. Ricordando le parole di suo padre secondo cui la compassione è una debolezza, Zuko attacca Aang e per legittima difesa Aang mette fuori combattimento Zuko dominando l'aria.
Aang mette Zuko sulla sua barca e gli chiede se, se si fossero conosciuti 100 anni prima, avrebbero potuto essere amici. Zuko lo respinge violentemente prima che Aang scappi e Zuko torni alla sua nave. Mentre aspetta l'arrivo di Zuko, Iroh rivela al Tenente Jee che grazie al sacrificio di Zuko, la 41ª Divisione, che include Jee stesso, è ancora viva. Zuko ritorna sulla nave dove il resto dell'equipaggio lo accoglie con onore, sostenendo che "il loro principe è tornato". Aang salva tutti quelli catturati da Koh scambiando il cimelio con le loro vite, ma quando torna per incontrare Gyatso, scopre che se n'è andato.

## Il Nord
- Titolo: originale: The North
- Diretto da: Jet Wilkinson
- Scritto da: Audrey Wong Kennedy

### Trama
Sulla nave di Zuko, il tenente Jee ritorna con le informazioni ricevute da un tenente Dang ubriaco secondo cui il Signore del Fuoco Ozai sarebbe venuto a visitare Zuko. Iroh spinge Zuko a scappare su una piccola barca a remi mentre si occupa di Ozai, ma Zuko trova della gelatina esplosiva sulla barca ed esplode mentre è in acqua. L'ammiraglio Zhao osserva da lontano, rivelando di essere stato lui la mente dell'esplosione. Successivamente offre a Iroh la possibilità di servire come suo generale mentre guida un assedio alla Tribù dell'Acqua del Nord.
Nel frattempo, Aang e i suoi amici arrivano alla Tribù dell'Acqua del Nord e vengono trattati con ospitalità dal capo Arnook e da sua figlia Yue. Aang racconta ad Arnook della visione ricevuta da Kyoshi sull'imminente attacco ma sia Arnook che il maestro del dominio dell'acqua della tribù Pakku restano delusi dal fatto che Aang sa dominare solo un elemento e credono che non sarà in grado di aiutare tanto nella guerra.
Arnook organizza una festa per Aang e i suoi amici in cui Sokka vede la principessa Yue lavorare in cucina per creare cibo per i bambini. I due legano e lei in seguito rivela di essere la volpe che Sokka ha visto nel mondo degli spiriti. Yue spiega che quando è nata era molto malata e sull'orlo della morte. Quindi Arnook ha usato parte dell'energia dello Spirito della Luna per curarla. Questo rende Yue "in parte spirito, per lo più umana" e qualcuno che può entrare e interagire con il Mondo degli Spiriti nei suoi sogni. Aang visita il santuario dell'Avatar Kuruk per imparare da lui e gli chiede di prendere il controllo del suo corpo come ha fatto Kyoshi. Kuruk rifiuta, sostenendo che le sue avventure nel Mondo degli Spiriti hanno interrotto la sua capacità di accedere allo stato dell'Avatar. Dice anche ad Aang che i suoi amici saranno gravosi per le sue responsabilità come Avatar, richiamando ciò che gli Avatar Roku e Kyoshi avevano detto in precedenza. Aang decide che deve combattere la Nazione del Fuoco da solo.
Nella Nazione del Fuoco, Azula viene costantemente messa alla prova da suo padre e inizia ad infastidirsi. Sapendo di essere la migliore dominatrice del fuoco, Azula rifiuta di partecipare a una delle sfide di suo padre, mostrandogli invece la sua capacità di generare fulmini, cosa di cui Ozai sembra soddisfatto.
Zhao e Iroh si avvicinano alla Tribù dell'Acqua del Nord, dove Iroh parla con una guardia mascherata, che si rivela essere uno Zuko travestito sopravvissuto all'esplosione di Zhao. Katara va a imparare il dominio dell'acqua dalla maestra Yagoda dove impara come usarlo per curare le ferite. Quando chiede quando potrà imparare a combattere, Yagoda rivela che le donne della tribù non combattono perché va contro la tradizione. Katara affronta Pakku sulla questione e lui si rifiuta di insegnarle. Sfida Pakku a duello, che Pakku vince ma lo sforzo di Katara ispira molti membri della tribù, incluso lo stesso Pakku. Katara e Sokka rassicurano Aang che rimarranno e combatteranno con lui, proprio mentre la Nazione del Fuoco arriva.

## Leggende
- Titolo: originale: Legends
- Diretto da: Jet Wilkinson
- Scritto da: Albert Kimecondoscui

### Trama
Aang, Katara e Sokka riescono a tendere un'imboscata a una nave della Marina della Nazione del Fuoco e a sconfiggere i soldati a bordo prima di rendersi conto che ci sono troppe navi perché possano combattere da soli. Una battaglia inizia quando la Nazione del Fuoco cerca di sfondare il muro che protegge la città Agna Qel'a della Tribù dell'Acqua del Nord. Katara convince il Maestro Pakku a lasciarla aiutare e si unisce alle forze contro la Nazione del Fuoco, mentre il capo Arnook incarica Sokka di proteggere sua figlia, la principessa Yue.
Zuko si intrufola nella Tribù dell'Acqua del Nord e cerca di trovare l'Avatar, mentre Iroh avverte Zhao di non inviare tutte le sue forze davanti alla città e di non attaccare la Tribù durante la notte poiché i dominatori dell'acqua guadagnerebbero più forza a causa della Luna di Ghiaccio, un'imminente ricorrenza che rende più potenti i dominatori dell'acqua.  Zhao rivela di aver trovato un coltello nel tempio dell'Avatar Roku che una volta apparteneva all'Avatar Kuruk ed era in grado di uccidere la forma fisica dello spirito della Luna, e ha intenzione di rendere impotenti i dominatori dell'acqua distruggendo la luna.  Iroh lo mette in guardia da questo.
Yue porta Sokka nell'oasi spirituale della tribù, dove lo spirito della Luna l'ha guarita da bambina. Lì, Sokka e Yue si nascondono quando vedono Zhao, Iroh e un piccolo gruppo di dominatori del fuoco arrivare nell'Oasi degli Spiriti usando una mongolfiera della Nazione del Fuoco. Durante la battaglia, lo spirito dell'Avatar Kuruk appare ad Aang e gli dice che sente il suo coltello nelle vicinanze e che gli spiriti della Luna e dell'Oceano sono in pericolo. Aang e Katara corrono a proteggere gli spiriti, ma Zuko arriva con l'intento di catturare l'Avatar. Katara duella con lui mentre Aang si precipita all'Oasi degli Spiriti. Iroh avverte ancora una volta Zhao di non uccidere lo spirito della Luna, che ha preso la forma di un pesce koi, ma Zhao lo uccide comunque.
Mentre tutti i dominatori dell'acqua perdono le loro capacità di dominio, la Nazione del Fuoco fa breccia nelle mura della città. Iroh si ribella e sconfigge le guardie dominatori del fuoco di Zhao mentre l'ammiraglio fugge. Aang si fonde con lo spirito dell'Oceano, creando un gigantesco mostro spirituale infuriato. Il mostro cammina per la città, sconfiggendo tutte le forze della Nazione del Fuoco, e Katara implora Aang di tornare da lei perché ha bisogno di lui. Zuko attacca Zhao e duella con lui, vincendo alla fine.
Uno Zhao sconfitto rivela che Azula era sempre stata la mente dietro la sua ricerca dell'Avatar, dicendo a Zuko che tutta la sua missione è stata il modo in cui Ozai l'ha ispirata e messa alla prova. Zhao, sul punto di colpire Zuko, viene ucciso da Iroh, e i due fuggono insieme dalla tribù. Nell'Oasi degli Spiriti, Yue si rende conto che poiché ha una parte della sua vita che le è stata data quando lo spirito della Luna l'ha salvata da bambina, Yue è l'unica che può riportare indietro la Luna. Sokka cerca di fermarla, ma Yue, avendo ancora le sue capacità di dominare l'acqua, congela i piedi di Sokka, rinuncia alla sua vita e diventa il nuovo spirito della Luna, ripristinando le capacità di dominare l'acqua.  Aang e lo spirito dell'Oceano si separano e la Nazione del Fuoco si ritira dopo aver subito gravi danni.
All'indomani della battaglia, Aang decide di iniziare a padroneggiare gli altri tre elementi: acqua, terra e fuoco. Pakku incarica Katara di essere l'insegnante di dominio dell'acqua di Aang. Nel frattempo, il Signore del Fuoco Ozai rivela che l'attacco ad Agna Qel'a è stata una distrazione per Azula per prendere il controllo di Omashu e catturare il re Bumi. Il Grande Saggio informa anche Ozai che la cometa di Sozin, una cometa che garantisce ulteriore potere ai dominatori del fuoco, tornerà presto.